# Ostrówek (powiat ostrołęcki)
Ostrówek – wieś w Polsce położona w województwie mazowieckim, w powiecie ostrołęckim, w gminie Baranowo.
W latach 1975–1998 miejscowość należała administracyjnie do województwa ostrołęckiego.